# 보성체육공원
보성체육공원(寶城體育公園, Boseong Sports Park)은 대한민국 전라남도 보성군에 있는 스포츠 시설 단지이다. 보성공설운동장, 다향체육관 등 여러 스포츠 시설이 갖춰져 있다.

## 참고 문헌
- “보성체육공원”. 《보성군청》. 보성군청.
- “보성군 체육시설 이용 안내”. 《보성군청》. 보성군청.
- 《2019년 전국 공공체육시설 현황 (2018년말 기준)》. 대한민국 문화체육관광부. 2020.

## 같이 보기
- 보성공설운동장